# Alberto Barbieri
Alberto A. Barbieri (ur. w 1903) – argentyński zapaśnik walczący w stylu klasycznym. Olimpijczyk z Amsterdamu 1928, gdzie zajął trzynaste miejsce w wadze lekkiej.

## Letnie Igrzyska Olimpijskie 1928
| Konkurencja             | Rundy eliminacyjne        | Rundy eliminacyjne      | Klas. końcowa |
| Konkurencja             | Przeciwnik I              | Przeciwnik II           | Miejsce       |
| ----------------------- | ------------------------- | ----------------------- | ------------- |
| 67,5 kg styl klasyczny. | Edvard Westerlund (FIN) P | Ryszard Błażyca (POL) P | 13.           |